# Zlatan Zuhrić
Zlatan Zuhrić - „Zuhra”, (Zagreb, 21. travnja 1962.) hrvatski glumac, komičar i televizijski voditelj. 
Široj je javnosti poznat po ulozi Aljoše u Večernjoj školi, te pojavio se na filmskom platnu s ulogama u filmovima Sonja i bik, Duh babe Ilonke i Lopovi prve klase. Posudio je glas Morisu u hrvatskoj sinkronizaciji Madagaskara.

## Životopis

### Privatni život
Otac mu je podrijetlom iz Cazina, a majka iz Dubrovnika. Rođen je u Zagrebu i odrastao na Črnomercu. Nakon završene V. gimnazije diplomirao je na Fakultetu elektrotehnike i računarstva u Zagrebu.

### Karijera
Njegovi počeci su bili 1987. u duetu s Željkom Pervanom, na Radiju 101 u ekipi „Zločesta djeca”. Svoj vrhunac popularnosti doživio je ulogom u Večernjoj školi zajedno sa Željkom Pervanom. Njegov lik, Aljoša Kapulica, donio mu je slavu po Hrvatskoj i šire. Nakon odlaska iz Večernje škole, prešao je na Novu TV, gdje je dobio razgovornu emisiju, koja se prikazivala jednu sezonu. Istodobno, dobiva i glavnu ulogu u humorističnoj seriji Nove TV Cimmer fraj, u kojoj nastupa također jednu sezonu, nakon čega odlazi, zajedno s partnericom Arijanom Čulinom, a umjesto njih u seriju dolaze Žarko Radić i Ljiljana Bogojević. Nakon toga, ponovno prelazi na HRT, gdje zajedno s kolegom glumcem Hrvojem Kečkešom godinu dana vodi razgovornu emisiju 69.

## Filmografija

### Televizijske uloge
- "San snova" kao Stjepan Bubalo (2023.)
- "Masked Singer" kao Punjena Paprika (2022.)
- "Blago nama" kao Branko Glavina (2020.)
- "Na granici" kao Branko Tadić 'Tadija' (2018.)
- "Naknadno" kao gazda Milan (2016.)
- "Zlatni dvori" kao Bajker (2016.)
- "Kud puklo da puklo" kao Željko (2016.)
- "Crno-bijeli svijet" kao milicajac (2015.)
- "Brak je mrak" (2012.)
- "Zvijezde pjevaju" kao Zlatan Zuhrić (2011.)
- "Instruktor" kao Instruktorov instruktor (2010.)
- "Stipe u gostima" kao Krešo (2009.)
- "69" kao voditelj (2007.)
- "Luda kuća" kao Mirsad (2007.)
- "Zuhra Light Show" kao voditelj (2007.)
- "Lud, zbunjen, normalan" kao Nagib i kao Bahro Burek (2007.-2020.)
- "Cimmer fraj" kao Joško Macola (2006. – 2007.)
- "Večernja škola: Povratak upisanih" kao Aljoša Kapulica (2005. – 2006.)
- "Bitange i princeze" kao Konobar/Želimir Dragaš (2005.;2007.)
- "Bumerang" kao Thomas Mršić (2005. – 2006.)
- "Obećana zemlja" kao Danilo Vratina (2002.)

### Filmske uloge
- "Sonja i bik" kao zastupnik u saboru (2012.)
- "Duh babe Ilonke" kao stariji policajac (2011.)
- "Jasmina" (2009.)
- "Posljednja pričest" kao Andrija (2005.)
- "Lopovi prve klase" kao vratar (2005.)
- "Svjetsko čudovište" (2003.)

### Radijske uloge
- "Zločesta djeca"
- "Saga o Picekima"
- "Cuka vremena"

### Sinkronizacija
- "Petar Zecimir: Skok u avanturu" kao Blaž (2021.)
- "Petar Zecimir" kao Blaž (2018.)
- "Velika avantura malog dinosaura" kao Barnaby (2009.)
- "Sezona lova 2" kao Boog (2008.)
- "Osmjehni se i kreni! i čađa s dva Plamenika" (2007.)
- "Tko je smjestio Crvenkapici" kao šef policije Grizli (2006.)
- "Madagaskar 1, 2, 3" kao Moris (2005., 2008., 2012.)
- "Žuta minuta" kao policajac Vanzemaljac (2005.)
- "Izbavitelji" (2004.)
- "Aladin" (2004.)
- "Bobi i Bero" kao Romeo i sporedni likovi
- "Johnny Bravo" kao Johnny Bravo

## Vanjske poveznice
- Zuhra.hr  Arhivirana inačica izvorne stranice od 5. travnja 2012. (Wayback Machine)
- Zlatan Zuhrić u internetskoj bazi filmova IMDb-u (engl.)